# Кош-Агацький район
Кош-Ага́цький район (рос. Кош-Ага́чский район; алт. Кош-Агаш аймак) — район Республіки Алтай. Розташований в південній частині республіки. З ним межує Монголія, Китай, Казахстан, усередині Росії — Республіка Тива, а також Улаганський, Усть-Коксинський і Онгудайський райони республіки Алтай. Голова муніципального утворення — Єфимов Леонід Миколайович.
У районі в 14 населених пунктах, що входять до 11 сільських адміністрацій, проживають 17,7 тис. осіб. Районний центр — село Кош-Агач — засновано в 1801 році і знаходиться за 465 км від міста Горно-Алтайськ на Чуйському тракті.
У Кош-Агацькому районі компактно проживають казахи, що переселилися сюди в кінці XIX — початку XX століття. У районі також проживають теленгіти і росіяни.
У 1993 році цей район подарував науці світове відкриття XX століття — забальзамоване тіло «Укоцької принцеси», що збереглося в кургані «Ак-Алаха-3» на плато Укок — молодої пазирицької жінки, що проживала тут близько 2500 років тому.
Основні види виробництва в районі: здобич вольфрамо-молібденової руди, м'ясне скотарство, козівництво, вівчарство, конярство, пантове оленярство.